# Claudia Höhl
Claudia Höhl (* 1959) ist eine deutsche Kunsthistorikerin und Museumskuratorin.

## Leben
Höhl studierte Kunstgeschichte, Klassische und Christliche Archäologie sowie Mittelalterliche Geschichte an den Universitäten Bonn und Berlin. 1994 wurde sie dort mit einer Arbeit zur ottonischen Buchmalerei der Abtei Prüm promoviert. Seit 2003 war sie Wissenschaftliche Mitarbeiterin am Dommuseum Hildesheim, wo sie 2015 zur Direktorin berufen wurde. 2025 trat sie in den Ruhestand; Nachfolger im Amt ist seitdem Felix Prinz.
Sie hatte mehrere Lehraufträge an der Hochschule für angewandte Wissenschaft und Kunst inne. Seit 2018 ist sie Honorarprofessorin am Institut für Bildende Kunst und Kunstwissenschaft der Universität Hildesheim.
Sie forscht und publiziert zu hochmittelalterlicher Kunst, insbesondere Buchmalerei und Goldschmiedekunst. Sie kuratierte zahlreiche Ausstellung zu mittelalterlicher, aber auch zeitgenössischer Kunst.

## Veröffentlichungen (Auswahl)
- Ottonische Buchmalerei in Prüm (= Europäische Hochschulschriften. Reihe 28. Band 252). Lang, Frankfurt am Main u. a. 1996.
- Das Taufbecken des Wilbernus (= Schätze aus dem Dom zu Hildesheim. Band 2). Schnell & Steiner, Regensburg 2009.
- mit Michael Brandt: „...weil nichts zu schön sein kann für Gott“. Der Dom und seine Ausstattung. In: Domkapitel Hildesheim (Hrsg.): Der Hildesheimer Mariendom. Kathedrale und Welterbe. Schnell & Steiner, Regensburg 2014, S. 123–150.
- Bilder und ihre Erzählstruktur im Mittelalter. Die Tür Bischof Bernwards im Hildesheimer Dom. In: Gabriele Lieber, Bettina Uhlig (Hrsg.): Narration. Transdisziplinäre Wege zur Kunstdidaktik (= Kontext Kunstpädagogik. Band 45). kopaed, München 2016, S. 47–67.
- (Hrsg.): Drachenlandung. Ein Hildesheimer Drachen-Aquamanile des 12. Jahrhunderts (= Objekte und Eliten in Hildesheim 1330 bis 1250. Band 1). Schnell & Steiner, Regensburg 2017.
- (Hrsg.): Walter Moroder – Hinter den Dingen. Ausstellungskatalog. Schnell & Steiner, Regensburg 2018.
- mit Gerhard Lutz, Felix Prinz (Hrsg.): ZeitenWende 1400. Hildesheim als europäische Metropole. Ausstellungskatalog. Schnell & Steiner, Regensburg 2019.
- Für die Zukunft. Historische Sammlungen in neuem Kontext. In: Christiane Ruhmann, Petra Koch-Lütke Westhues (Hrsg.): Museum als Resonanzraum. Kunst – Wissenschaft – Inszenierung. Festschrift für Christoph Stiegemann. Imhof, Petersberg 2020, S. 371–381.
- (Hrsg.): Frauenwelten. Die Klöster Heiningen und Dorstadt. Ausstellungskatalog. Schnell & Steiner, Regensburg 2021.
- mit Felix Prinz, Pavla Ralcheva (Hrsg.): Islam in Europa 1000–1250. Ausstellungskatalog. Schnell & Steiner, Regensburg 2022.
- Prüm und Köln oder: „Notizen aus der Provinz“. In: Klaus Gereon Beuckers, Ursula Prinz (Hrsg.): Das Gießener Evangeliar und die Malerische Gruppe der Kölner Buchmalerei (= Forschungen zu Kunst, Geschichte und Literatur des Mittelalters. Band 9). Böhlau, Köln u. a. 2023, S. 305–324.
- mit Felix Prinz (Hrsg.): Oh my gold! Die Große Goldene Madonna im Wandel. Ausstellungskatalog. Schnell & Steiner, Regensburg 2024.